# Harzweg 14 (Quedlinburg)

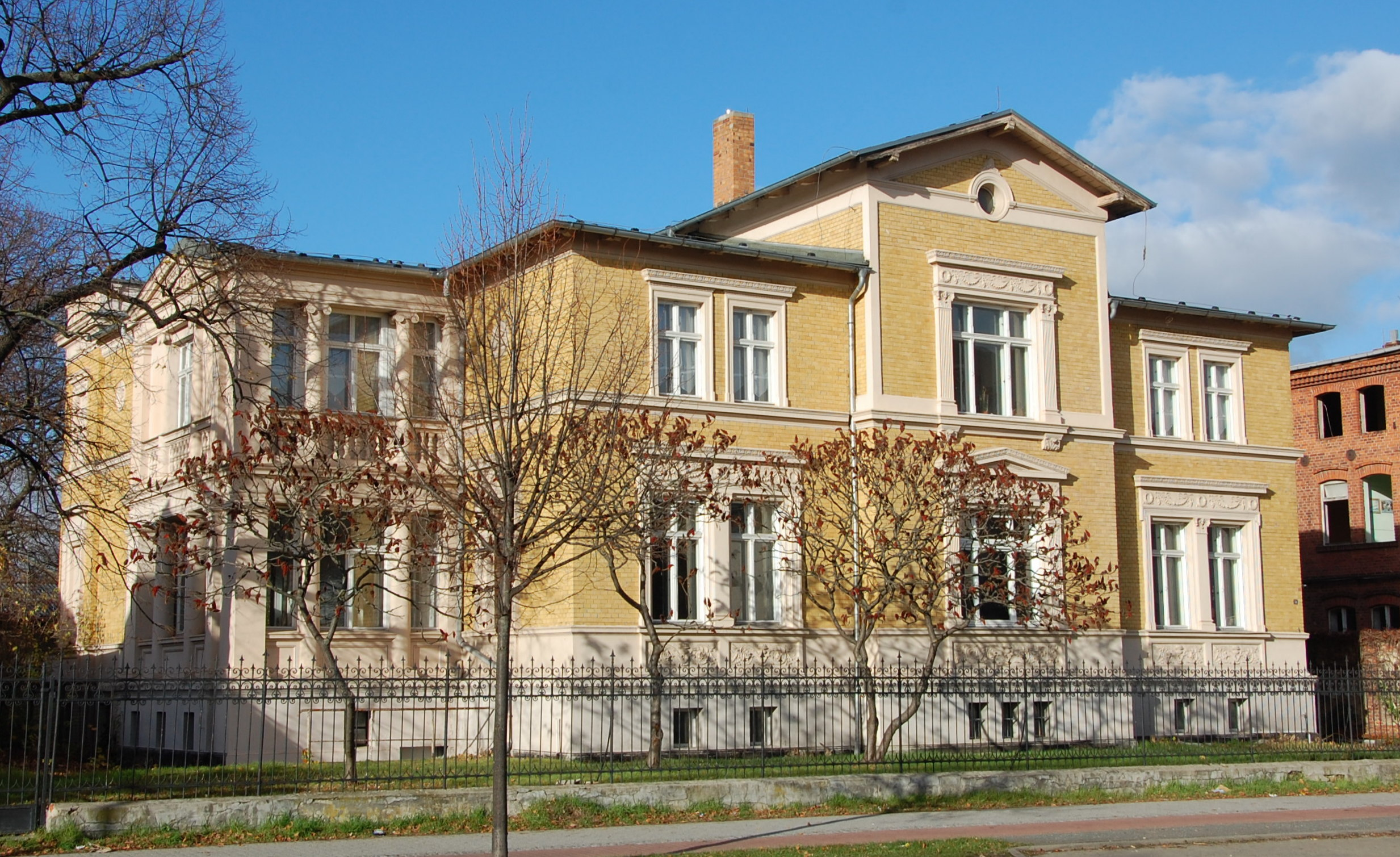
Harzweg 14

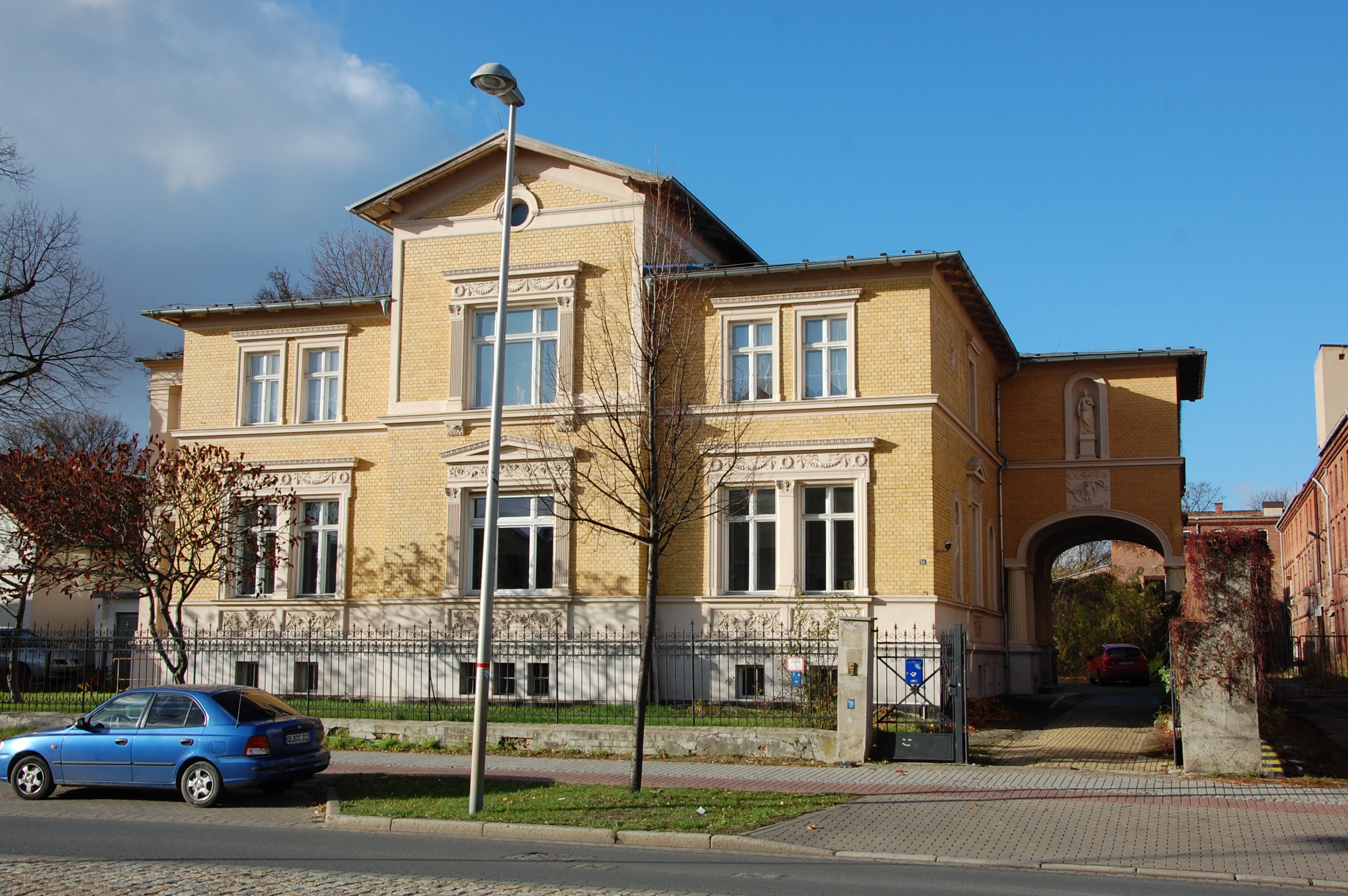
Blick von Südosten

Das Haus Harzweg 14 ist ein denkmalgeschütztes Gebäude in Quedlinburg in Sachsen-Anhalt.

## Lage
Das im Quedlinburger Denkmalverzeichnis als Villa eingetragene Gebäude befindet sich südlich der Quedlinburger Altstadt auf der Nordseite des Harzwegs.

## Architektur und Geschichte
Die zweigeschossige Villa entstand in der Zeit um 1880, nach anderen Angaben um 1890, im Stil des Spätklassizismus. Zur Straßenseite wird das aus gelben Klinkern errichtete Gebäude durch einen mächtigen Mittelrisalit beherrscht. An der Westseite befindet sich eine Loggia, während auf der östlichen Seite ein Säulengang angefügt ist. An der Fassade findet sich figürlicher Schmuck sowie Architekturelemente die durch Putzgliederungen und Dekorationen hervorgehoben werden. Zum Anwesen gehören zwei in Lebensgröße im Stil der römischen Antike ausgeführte Skulpturen.
Die Einfriedung des Vorgartens verfügt über Zaunfelder aus Gusseisen.